# Konstanze Caradonna
Konstanze Caradonna (* 1968 in Berlin als Konstanze Beckelmann) ist eine deutsch-schweizerische Sängerin, Musikerin und Komödiantin. Sie singt dreisprachig: deutsch, berndeutsch und englisch.

## Leben
Nachdem Konstanze Caradonna ihre Jugend als Schlagzeugerin in verschiedenen Bands verbracht hatte, begann sie ihre künstlerische Ausbildung beim Schweizer Theater Madame Bissegger, wo sie Clownerie und Regiearbeit erlernte. In Griechenland bildete sie Mirka Yemendzakis am Gesang aus. Jodellunterricht erhielt sie bei der Schweizerin Marie-Theres von Gunten.
Anschließend bildete sie zusammen mit Andreas Pröhl (Mon Dyh) als Saxophonistin und Sängerin einen Teil des siebenköpfigen „Common Sense Orchestras“ und veröffentlichte eine Schallplatte sowie eine CD.
Von 1994 bis 1999 war sie Mitglied der A-cappella-Gruppe Aquabella, die musikalisch der Weltmusik nahe stand. Mit dieser Gruppe begleitete sie Gerhard Schöne im Vorprogramm seiner Klabüster-Klabuster-Tour. Die Band veröffentlichte einige Alben und erhielt den Deutschen Folk-Förderpreis (heute: RUTH). Aus der Zusammenarbeit mit Gerhard Schöne entstanden die Kollaborationen Klabüster Klabuster und Alligatoren in der Kanalisation. 
Mit Ben Gash, Tom Schneider und Torsten Sense bildete Konstanze Caradonna als Sängerin die Gruppe „bend“, mit der sie auch eine CD unter dem gleichen Titel herausbrachte, die eher in die Sparte des Alternative Rock einsortiert werden kann. Für die Filmmusik des preisgekrönten Kinofilms „Drei Chinesen mit dem Kontrabass“ von Klaus Krämer lieh Konstanze Caradonna ihre Stimme. 
Als Musikerin und Komödiantin tritt sie an Straßenkünstler-Festivals in Deutschland, Österreich und der Schweiz auf. So unter anderem am Linzer Pflasterspektakel sowie dem Zirkusfestival in West-Australien. Als Regisseurin betreut sie das Männerensemble „Vox Orange“. Konstanze Caradonna ist als Komödiantin und Musikerin unter dem Namen La Constanza oder La Mulidilettantista bekannt. Sie tritt außerdem als komische Kellnerin Käthy auf.
Konstanze Caradonna ist mit dem Künstler Toni Caradonna verheiratet und lebt heute in der Schweiz. Sie ist die Tochter von Christine und Jürgen Beckelmann.

## Veröffentlichungen

### Mit Aquabella
- 1999: Aquabella (Unicornio Records)

### Mit bend
- 1998: bend. (ARM Records)

### Mit dem Common Sense Orchestra
- 1991: Live (Stuff Records)
- 1992: Twist of Fate (Stuff Records)

### Mit Gerhard Schöne
- 1998: Alligatoren in der Kanalisation (Buschfunk)
- 2002: Klabüster Klabuster (Buschfunk)

## Auszeichnungen
- Deutscher Folkförder Preis  heute RUTH mit Aquabella
- 7. Platz am Gauklerfestival Lenzburg